# Красная книга Республики Хакасия
Красная книга Республики Хакасия — официальный документ, содержащий свод сведений о состоянии, распространении и мерах охраны редких и находящихся под угрозой исчезновения видов (подвидов, популяций) животных, растений и грибов, обитающих (произрастающих) на территории Республики Хакасия.

## Издания

### Животные
Первое издание вышло в 2004 году и включало 132 вида животных (из них насекомых — 22, круглоротых — 1, рыб — 8, земноводных — 3, пресмыкающихся — 3, птиц — 79 и млекопитающих — 16).
Второе издание вышло в 2014 году и включает 142 вида животных (из них насекомых — 23, круглоротых — 1, рыб — 8, земноводных — 2, пресмыкающихся — 1, птиц — 90 и млекопитающих — 17).
В 2017 году перечень животных был дополнен лосём.
Приняты следующие категории редкости видов животных:
- 0 — вероятно исчезнувшие (нахождение которых в природе за последние 50 лет не подтверждено, для беспозвоночных животных — в последние 100 лет);
- I — находящиеся под угрозой исчезновения;
- II — сокращающиеся в численности;
- III — редкие;
- IV — неопределённые по статусу;
- V — восстанавливаемые и восстанавливающиеся;
- VI — редкие расселяющиеся виды;
- VII — редкие виды животных, занесённые в Красную книгу Российской Федерации, систематически отмечаемые на территории Республики Хакасия, характер пребывания которых не установлен.

### Растения и грибы
Первое издание вышло в 2002 году. Второе издание вышло в 2012 году и включает 188 видов растений и грибов (в том числе 131 — цветковых (покрытосеменных), 1 — голосеменных, 11 — папоротниковидных, 13 — моховидных, 17 — лишайников и 15 — грибов).
Категории статуса редкости видов (подвидов) растений и грибов определяются по следующей шкале:
- 0 — вероятно исчезнувшие (нахождение которых в природе не подтверждено в последние 50 лет);
- 1 — находящиеся под угрозой исчезновения;
- 2 — сокращающиеся в численности;
- 3 — редкие;
- 4 — не определенные по статусу;
- 5 — восстанавливаемые и восстанавливающиеся.